# ダフトミル蒸留所

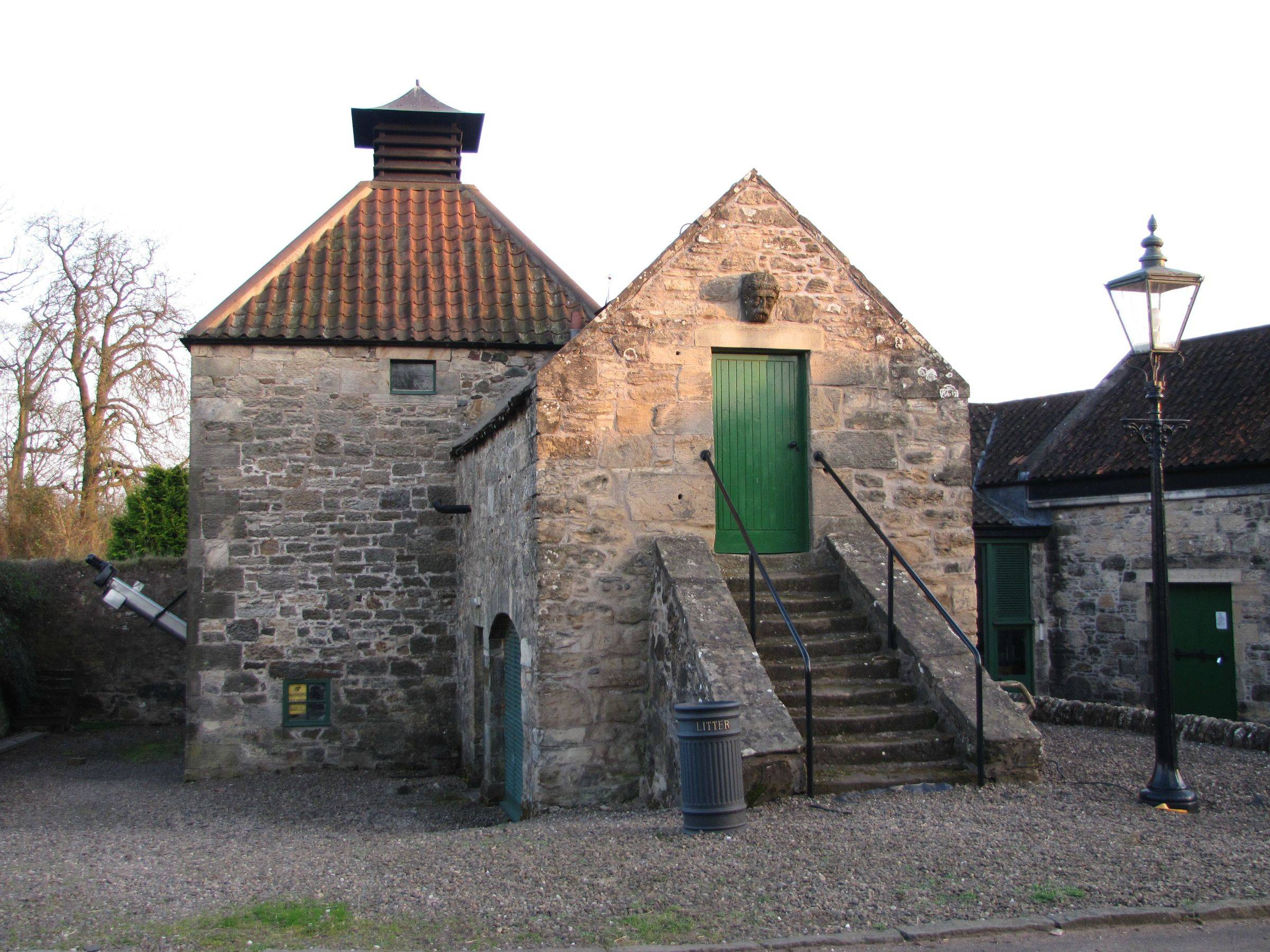
ダフトミル蒸留所

ダフトミル蒸留所とは、スコットランドのローランド地方にあるウィスキーの蒸留所。創業は2003年。2005年にライセンスを取得した。豪農カスバート家が、本業の片手間に始めた。
蒸留を行う施設は小規模。ブラドノックのウィスキースクールで学んだ知識が、蒸留に反映されているという。

## 歴史
- 2003年 創業
- 2005年11月30日 蒸留のライセンスを取得[2]
- 2005年12月 蒸留を開始[2]